# Lista de parques nacionais do Brasil
O Brasil possui, atualmente, 74 parques nacionais, uma das categorias de unidades de conservação de proteção integral da natureza definidas na Lei do Sistema Nacional de Unidades de Conservação da Natureza, encaixadas na categoria II pela IUCN. São administrados pelo Instituto Chico Mendes de Conservação da Biodiversidade (ICMBio), uma autarquia vinculada ao Ministério do Meio Ambiente criada em 2007. Tem como objetivo básico a preservação de ecossistemas naturais de grande relevância ecológica e beleza cênica, possibilitando a realização de pesquisas científicas e o desenvolvimento de educação e interpretação ambiental, de recreação em contato com a natureza e de turismo ecológico.
Os parques nacionais foram as primeiras unidades de conservação administradas pelo governo federal. O primeiro parque nacional, o do Itatiaia, entre Minas Gerais e Rio de Janeiro, foi criado através do Decreto Nº 1.713, emitido em 14 de junho de 1937 por Getúlio Vargas, a partir da Estação Biológica de Itatiaia. A criação desse parque foi seguida pelo do Iguaçu no Paraná, em 10 de janeiro de 1939, e pelo da Serra dos Órgãos, em 30 de novembro de 1939, também no Rio de Janeiro. Depois desse período, apenas na década de 1960 foram criados mais parques nacionais, alguns deles construídos em decorrência da construção de Brasília e visavam proteger o Cerrado, como foi o caso dos parques nacionais de Brasília, das Emas e da Chapada dos Veadeiros. Na década de 1970, com o aumento da ocupação da Amazônia e consequentemente, a preocupação por sua preservação, começaram a ser criadas as unidades de conservação de dimensões gigantescas desse bioma, sendo a primeira dessas unidades o Parque Nacional da Amazônia, em 1974. O número de parques nacionais no Brasil aumentou consideravelmente nas últimas duas décadas: em 1990 eram apenas 33 parques, que passaram a ser 67 em 2010.
 Eles variam em área de forma extrema: o menor parque nacional brasileiro, é o da Tijuca, com pouco menos de 40 km², enquanto que o maior é o Parque Nacional das Montanhas do Tumucumaque, com mais de 38 mil km².
Todos os biomas brasileiros possuem parques nacionais, exceto o Pampas, sendo que 24 deles estão na Mata Atlântica, 20 na Amazônia, 15 no Cerrado, 8 na Caatinga, 3 no bioma marinho e 1 no Pantanal. Essa distribuição desigual mostra que alguns biomas encontram-se deficientes em unidades de conservação. Além disso, principalmente na Amazônia, muitos parques carecem de infra-estrutura, tanto para visitação, quanto para fiscalização, o que os torna vulneráveis ao desmatamento, caça furtiva e mineração. Existem problemas com relação à situação fundiária de alguns parques, principalmente por terem sido criados na última década, havendo dificuldades em sua implementação. Apesar da Amazônia e a Mata Atlântica terem a maior quantidade de parques nacionais, eles protegem apenas 5% e 1% da vegetação, respectivamente.
A visitação só é permitida em parques que possuem plano de manejo e de uso público. Em 2011, apenas 26 parques estavam oficialmente abertos ao público e possuíam dados sobre quantidade de visitantes. Destes, o Parque Nacional da Tijuca e o Parque Nacional de Jericoacoara foram os mais visitados, com cerca de 71% das visitas realizadas aos parques brasileiros. Os demais parques receberam fluxo de visitantes, mas sem controle, normas ou planejamento. Os parques nacionais do Araguaia e do Pico da Neblina estão fechados por questões jurídicas por conta de sobreposição com terras indígenas.
A seguinte lista foi baseada nos dados disponíveis on-line pelo ICMBio e o MMA.

## Parques nacionais
| Nome                           | Imagem | Localização                                                         | Data de criação                   | Área                                 | Visitantes (2021)     | Descrição |
| ------------------------------ | ------ | ------------------------------------------------------------------- | --------------------------------- | ------------------------------------ | --------------------- | --- |
| Acari                          |        | Amazonas · 6° 14′ 33″ S, 59° 21′ 32″ O                              | 11 de maio de 2016 (8 anos)       | 896 436 hectares (8 964,4 km2)       | Dados não disponíveis | O parque se destaca por sua beleza cênica e potencial ecoturístico e científico, comportando a maior cachoeira da região e diversas corredeiras, e tem como objetivos proteger a diversidade biológica de parte dos rios Acari, Camaiú, Sucunduri, Abacaxis e de seus afluentes. |
| Alto Cariri                    |        | Bahia 16° 21′ 44″ S, 39° 59′ 30″ O                                  | 11 de junho de 2010 (14 anos)     | 19 238,02 hectares (192,4 km2)       | Dados não disponíveis | Um dos últimos fragmentos de Mata Atlântica do sudoeste da Bahia, também o único lugar onde ainda ocorre o muriqui-do-norte neste estado. |
| Amazônia                       |        | Pará 4° 23′ 11″ S, 56° 50′ 02″ O                                    | 12 de fevereiro de 1974 (51 anos) | 1 084 895,62 hectares (10 849,0 km2) | 1 111                 | Localizado ao longo do rio Tapajós, tem como objetivo preservar trechos consideráveis da Floresta Amazônica na região, sendo criado na mesma época da construção da Transamazônica. É habitat de muitas espécies ameaçadas de extinção, como a ararajuba, e nele se localizam inúmeras nascentes dos tributários do rio Tapajós. |
| Anavilhanas                    |        | Amazonas · 2° 23′ 41″ S, 60° 55′ 14″ O                              | 2 de junho de 1981 (43 anos)      | 340 831,53 hectares (3 408,3 km2)    | Dados não disponíveis | Um dos mais internacionalmente conhecidos parques amazônicos, preserva importantes ecossistemas ao longo do rio Negro, próximo à cidade de Manaus. Foi criado inicialmente como estação ecológica. Umas das maiores atrações são as praias que aparecem no período da seca e trilhas aquáticas pela mata de igapó. |
| Aparados da Serra              |        | Rio Grande do Sul · Santa Catarina · 29° 11′ 30″ S, 50° 05′ 51″ O   | 17 de dezembro de 1959 (65 anos)  | 13 141,05 hectares (131,4 km2)       | 256 930               | Localizado na Serra Gaúcha, preserva consideráveis porções da Mata Atlântica, e apresenta inúmeros paredões de até 700 m de altura, que conferem notável beleza cênica ao parque.É habitat de inúmeros animais ameaçados de extinção na Mata Atlântica, como o papagaio-do-peito-roxo e a onça-parda. |
| Araguaia                       |        | Tocantins · 10° 32′ 45″ S, 50° 14′ 36″ O                            | 31 de dezembro de 1959 (65 anos)  | 555 517,83 hectares (5 555,2 km2)    | Dados não disponíveis | Localizado na parte norte da Ilha do Bananal, o parque preserva importantes porções do Cerrado e ecossistemas do rio Araguaia. Parte do parque está incluído na Terra Indígena Inãwébohona. |
| Araucárias                     |        | Santa Catarina · 26° 45′ 53″ S, 51° 58′ 03″ O                       | 19 de outubro de 2005 (19 anos)   | 12 841 hectares (128,4 km2)          | Dados não disponíveis | Tem como principal objetivo preservar remanescentes de Mata de Araucária em Santa Catarina. O parque encontra-se fechado para visitação. |
| Boa Nova                       |        | Bahia 14° 23′ 34″ S, 40° 08′ 09″ O                                  | 11 de junho de 2010 (14 anos)     | 12 065,31 hectares (120,7 km2)       | Dados não disponíveis | Criado para proteger e regenerar a vegetação de transição entre Caatinga e Mata Atlântica, é possível ir de uma vegetação extremamente seca a uma floresta tropical úmida em apenas 15 km. Foi criado com um refúgio de vida silvestre de 15 024 hectares. A região já é visitada por observadores de aves desde a década de 1990, e é habitat do gravatazeiro, ave ameaçada endêmica da região.                                                                            |
| Boqueirão da Onça              |        | Bahia 10° 03′ 04″ S, 41° 52′ 22″ O                                  | 5 de abril de 2018 (6 anos)       | 346 908,1 hectares (3 469,1 km2)     | Dados não disponíveis | A a região do parque guarda a maior população de onças-pintadas da Caatinga. Na região de Boqueirão da Onça também se localizam a maior concentração de sítios arqueológicos do Brasil, totalizando cerca de 3 000 pontos, com inscrições rupestres datadas de 16 000 anos. O Parque Nacional faz parte de um mosaico de unidades de conservação, que inclui uma Área de Proteção Ambiental (APP), onde se localiza a Toca da Boa Vista, a maior caverna do hemisfério sul. |
| Brasília                       |        | Distrito Federal · 15° 38′ 28″ S, 48° 01′ 15″ O                     | 29 de novembro de 1961 (63 anos)  | 42 355,54 hectares (423,6 km2)       | 229 119               | Criado logo após a fundação de Brasília, o objetivo é preservar o Cerrado e mananciais próximos a essa cidade, e tem sua criação diretamente ligada à fundação da capital do Brasil. Nele se localiza a represa Santa Maria, que abastece 25% da área urbana. É habitat de inúmeras espécies ameaçadas do Cerrado, como o lobo-guará, o tatu-canastra, o tamanduá-bandeira e o papagaio-galego.                                                                             |
| Cabo Orange                    |        | Amapá · 3° 35′ 00″ N, 51° 07′ 55″ O                                 | 15 de julho de 1980 (44 anos)     | 657 318,06 hectares (6 573,2 km2)    | Dados não disponíveis | Protegendo grandes porções de floresta, junto com outras unidades de conservação, forma um complexo de áreas protegidas do extremo norte do Brasil. Nele se encontra o rio Oiapoque, o ponto mais ao norte do Brasil. |
| Campos Amazônicos              |        | Amazonas · Rondônia · 8° 34′ 41″ S, 61° 50′ 28″ O                   | 21 de junho de 2006 (18 anos)     | 961 317,77 hectares (9 613,2 km2)    | Dados não disponíveis | Unidade de conservação de encraves de Cerrado na Floresta Amazônica, às margens do rio Roosevelt. Já possui intensa visitação, principalmente de turistas estrangeiros. |
| Campos Ferruginosos            |        | Pará 6° 20′ 00″ S, 49° 57′ 52″ O                                    | 5 de junho de 2017 (7 anos)       | 79 086,04 hectares (790,9 km2)       | Dados não disponíveis | É o maior parque de cavernas em áreas ferríferas do Brasil, com cerca de 350 cavernas, conferindo ao parque, além de importância ecológica, importância arqueológica. Grande parte do parque está preservada, mas há áreas alteradas pelo homem, em diferentes estágios de sucessão ecológica. |
| Campos Gerais                  |        | Paraná · 25° 03′ 00″ S, 49° 57′ 43″ O                               | 23 de março de 2006 (18 anos)     | 21 298,91 hectares (213,0 km2)       | Dados não disponíveis | Criado com o objetivo de preservar remanescentes de Mata de Araucária e Campos Sulinos do Paraná. |
| Caparaó                        |        | Espírito Santo · Minas Gerais · 20° 26′ 05″ S, 41° 47′ 02″ O        | 24 de maio de 1961 (63 anos)      | 31 762,93 hectares (317,6 km2)       | 28 933                | Localizado entre os estados de Minas Gerais e Espírito Santo, o parque se caracteriza pelo relevo acidentado, destacando-se o ponto mais alto da região sudeste, o Pico da Bandeira. Protege ecossistemas de altitude da Mata Atlântica, como os campos rupestres. |
| Catimbau                       |        | Pernambuco · 8° 30′ 57″ S, 37° 20′ 59″ O                            | 13 de dezembro de 2002 (22 anos)  | 62 294,14 hectares (622,9 km2)       | Dados não disponíveis | Unidade de conservação que abrange áreas de Caatinga do interior de Pernambuco, sendo integrante dos corredores ecológicos desse bioma. Dentro da área do parque existem inúmeras formações rochosas criadas por erosão eólica e paredões de arenito. Existem pinturas rupestres na área do parque, conhecidas por Tradição Nordeste e Tradição Agreste. |
| Cavernas do Peruaçu            |        | Minas Gerais · 15° 06′ 44″ S, 44° 12′ 17″ O                         | 21 de setembro de 1999 (25 anos)  | 56 448,32 hectares (564,5 km2)       | Dados não disponíveis | Preserva considerável trecho de Cerrado no noroeste de Minas Gerais, incluindo também importantes sítios arqueológicos, cavernas e cânions ao longo do vale do rio Peruaçu. |
| Chapada das Mesas              |        | Maranhão · 7° 13′ 41″ S, 47° 07′ 23″ O                              | 12 de dezembro de 2005 (19 anos)  | 159 951,62 hectares (1 599,5 km2)    | Dados não disponíveis | Conhecido principalmente por suas cachoeiras, o parque foi criado para preservar importantes trechos de Cerrado do sul do Maranhão. Entretanto, o parque ainda se encontra oficialmente fechado para visitação. |
| Chapada Diamantina             |        | Bahia 12° 52′ 49″ S, 41° 22′ 20″ O                                  | 17 de setembro de 1985 (39 anos)  | 152 141,87 hectares (1 521,4 km2)    | Dados não disponíveis | Localizado no sertão baiano, o parque é importante na conservação da Caatinga, mas também possui trechos de Mata Atlântica e Cerrado, sendo uma importante Reserva da Biosfera. Os tabuleiros e chapadas promovem considerável beleza cênica e são pontos turísticos do parque. |
| Chapada dos Guimarães          |        | Mato Grosso · 15° 20′ 43″ S, 55° 53′ 50″ O                          | 12 de abril de 1989 (35 anos)     | 32 769,55 hectares (327,7 km2)       | 135 090               | Próximo à cidade de Cuiabá, importante unidade de conservação do Cerrado, com vários pontos turísticos formados por chapadas, grutas e cachoeiras, como o Morro São Jerônimo e a Cidade de Pedra. Localizado na bacia do rio Paraguai, protege nascentes do rio Cuiabá. Já foram registrados mais de 400 espécies da fauna, entre elas a onça-pintada, o tamanduá-bandeira e o lobo-guará.                                                                                  |
| Chapada dos Veadeiros          |        | Goiás · 14° 03′ 50″ S, 47° 39′ 17″ O                                | 17 de novembro de 1961 (63 anos)  | 64 795,37 hectares (648,0 km2)       | 20 607                | Considerado um Patrimônio Mundial pela UNESCO, importante na conservação do Cerrado, preservando inúmeras nascentes de rios. Também possui antigos garimpos, protegendo parte do patrimônio histórico da região. Na fauna, destacam-se a presença de grandes mamíferos típicos do Cerrado como o cervo-do-pantanal, o tatu-canastra, a onça-pintada e o tamanduá-bandeira.                                                                                                  |
| Descobrimento                  |        | Bahia 17° 04′ 20″ S, 39° 17′ 56″ O                                  | 20 de abril de 1999 (25 anos)     | 22 693,97 hectares (226,9 km2)       | Dados não disponíveis | Faz parte de importante rede de unidades de conservação das florestas do sul da Bahia, criadas como homenagem aos 500 anos do Brasil, no ano 2000. Trata-se de unidade de conservação com extremo valor biológico. |
| Emas                           |        | Goiás · 18° 06′ 23″ S, 52° 55′ 40″ O                                | 11 de janeiro de 1961 (64 anos)   | 132 642,07 hectares (1 326,4 km2)    | 1 367                 | Atualmente é o maior fragmento de Cerrado do sudoeste de Goiás, sendo importante na conservação de mananciais e da flora e fauna do Cerrado. Localiza-se em um dos extremos da Serra dos Caiapós, com muitos chapadões, com áreas que podem ter até 800 m de altitude. É habitat de espécies típicas do Cerrado, como a ema e o tamanduá-bandeira. |
| Furna Feia                     |        | Rio Grande do Norte · 5° 03′ 30″ S, 37° 30′ 39″ O                   | 5 de junho de 2012 (12 anos)      | 8 517,63 hectares (85,2 km2)         | Dados não disponíveis | Primeiro parque nacional do Rio Grande do Norte, tem cavernas como principal atração turística. Preserva parte do ecossistema da Caatinga. |
| Grande Sertão Veredas          |        | Minas Gerais · Bahia · 15° 06′ 00″ S, 45° 48′ 59″ O                 | 12 de abril de 1989 (35 anos)     | 230 853,42 hectares (2 308,5 km2)    | Dados não disponíveis | Uma importante unidade de conservação do Cerrado no extremo noroeste de Minas Gerais. Seu nome é uma homenagem ao romance de Guimarães Rosa. |
| Guaricana                      |        | Paraná · 25° 43′ 19″ S, 48° 55′ 34″ O                               | 13 de outubro de 2014 (10 anos)   | 49 286,87 hectares (492,9 km2)       | Dados não disponíveis | Parque criado com o objetivo de proteger os remanescentes de Mata Atlântica da Serra do Mar paranaense. |
| Iguaçu                         |        | Paraná · 25° 22′ 24″ S, 54° 02′ 33″ O                               | 10 de janeiro de 1939 (86 anos)   | 169 695,88 hectares (1 697,0 km2)    | 696 380               | O segundo parque a ser criado no Brasil, conhecido por suas cataratas no rio Iguaçu, podendo ter até 270 saltos dependendo do volume do rio, com quedas de até 80 m de altura. Nele também se localiza o rio Floriano, o único rio totalmente "selvagem" do sul do Brasil. Atualmente, é uma importante unidade de conservação, por ser o único grande fragmento de Mata Atlântica no oeste paranaense.                                                                     |
| Ilha Grande                    |        | Mato Grosso do Sul · Paraná · 23° 41′ 51″ S, 54° 00′ 35″ O          | 30 de setembro de 1997 (27 anos)  | 76 033,12 hectares (760,3 km2)       | 3 405                 | Preserva ilhas e várzeas ao longo do rio Paraná sendo a única porção desse rio não represada no Brasil, apresentando uma das maiores populações do cervo-do-pantanal fora do ecossistema pantaneiro. Foi criado em meio a pressão de ativistas pela preservação das várzeas do rio Paraná, logo após a construção da usina de Itaipu. |
| Itatiaia                       |        | Minas Gerais · Rio de Janeiro · 22° 22′ 31″ S, 44° 39′ 44″ O        | 14 de junho de 1937 (87 anos)     | 28 084,10 hectares (280,8 km2)       | 108 265               | O parque mais antigo do Brasil, localizado na Serra da Mantiqueira. Protege ecossistemas da Mata Atlântica, principalmente campos de altitude e nascentes de importantes rios da região sudeste, como o rio Paraíba do Sul. Nele está localizado o Pico das Agulhas Negras. |
| Jamanxim                       |        | Pará 5° 52′ 20″ S, 55° 59′ 00″ O                                    | 13 de fevereiro de 2006 (19 anos) | 859 797,04 hectares (8 598,0 km2)    | Dados não disponíveis | Parque recentemente criado no oeste do Pará, sofre problemas com a regularização fundiária, desmatamento e garimpo. Apesar disso, o parque abriga muitas espécies da fauna e flora amazônicos. |
| Jaú                            |        | Amazonas · 3° 02′ 11″ S, 61° 56′ 58″ O                              | 20 de setembro de 1980 (44 anos)  | 2 367 333,44 hectares (23 673,3 km2) | 1 112                 | O segundo maior parque nacional do Brasil e um dos maiores do mundo, tem como objetivo proteger os ecossistemas da floresta Amazônica, assim como inúmeras comunidades tradicionais. Destaca-se por ser o único a proteger quase que totalmente uma bacia de rio de águas pretas, o rio Jaú. É reconhecido como Sítio do Patrimônio Mundial Natural e Reserva da Biosfera pela Unesco.                                                                                      |
| Jericoacoara                   |        | Ceará · 2° 47′ 00″ S, 40° 30′ 00″ O                                 | 4 de fevereiro de 2002 (23 anos)  | 8 862,89 hectares (88,6 km2)         | 1 669 277             | Foi criado para preservar ecossistemas marinhos, a partir de uma Área de Proteção Ambiental. Possui praias com considerável beleza cênica, e algumas formações rochosas peculiares, como a Pedra Furada. |
| Juruena                        |        | Amazonas · Mato Grosso7° 35′ 57″ S, 58° 54′ 22″ O                   | 5 de junho de 2006 (18 anos)      | 1 958 203,56 hectares (19 582,0 km2) | Dados não disponíveis | Criado no dia Mundial do Meio Ambiente, esse parque é integrante do Corredor de Conservação do Sul da Amazônia, que visa conter o avanço do desmatamento no arco do desflorestamento. |
| Lagoa do Peixe                 |        | Rio Grande do Sul · 31° 10′ 54″ S, 50° 52′ 06″ O                    | 6 de novembro de 1986 (38 anos)   | 36 721,71 hectares (367,2 km2)       | Dados não disponíveis | Unidade de conservação que preserva ecossistemas costeiros dos Pampas e Mata Atlântica, importante na observação de aves. É considerado um Sítio Ramsar. |
| Lençóis Maranhenses            |        | Maranhão · 2° 03′ 31″ S, 43° 02′ 48″ O                              | 2 de junho de 1981 (43 anos)      | 156 605,72 hectares (1 566,1 km2)    | 280 878               | Protege ecossistemas marinhos das praias do litoral oriental do Maranhão. As dunas que estão no parque são importante ponto turístico, e cobrem cerca de 90 mil hectares do parque. |
| Mapinguari                     |        | Amazonas · Rondônia · 8° 47′ 03″ S, 64° 37′ 28″ O                   | 5 de junho de 2008 (16 anos)      | 1 776 914,18 hectares (17 769,1 km2) | Dados não disponíveis | Como muitos parques da região amazônica, sofre com situação fundiária não regularizada e desmatamento e mineração ilegais. Ainda assim, grande parte do parque ainda é coberta por vegetação nativa. |
| Marinho de Fernando de Noronha |        | Pernambuco · 3° 51′ 13″ S, 32° 25′ 25″ O                            | 14 de setembro de 1988 (36 anos)  | 10 927,64 hectares (109,3 km2)       | 532 988               | Cobrindo maior parte da ilha de Fernando de Noronha, o parque foi criado com objetivo de proteger as espécies endêmicas da ilha e sítios de reprodução de aves marinhas. |
| Marinho das Ilhas dos Currais  |        | Paraná · 25° 44′ 09″ S, 48° 21′ 55″ O                               | 20 de junho de 2013 (11 anos)     | 1 359,69 hectares (13,6 km2)         | Dados não disponíveis | Quatro ilhas rochosas no litoral da cidade do Pontal do Paraná formam esse parque nacional que protege ecossistemas marinhos do sul do Brasil. |
| Marinho dos Abrolhos           |        | Bahia 17° 57′ 46″ S, 38° 42′ 12″ O                                  | 6 de abril de 1983 (41 anos)      | 87 942,03 hectares (879,4 km2)       | 4 545                 | Com a finalidade de proteger ecossistemas marinhos e recifes de corais do litoral do sul da Bahia, serve como sítio de reprodução para a baleia-jubarte e tartarugas-marinhas. |
| Montanhas do Tumucumaque       |        | Amapá · 1° 49′ 59″ N, 53° 02′ 27″ O                                 | 22 de agosto de 2002 (22 anos)    | 3 865 188,53 hectares (38 651,9 km2) | Dados não disponíveis | Maior parque nacional do Brasil, junto aos parques nacionais da Serra do Divisor, do Cabo Orange, do Pico da Neblina e do Monte Roraima, o conjunto de parques nacionais fronteiriços da Amazônia brasileira. |
| Monte Pascoal                  |        | Bahia 16° 52′ 45″ S, 39° 22′ 13″ O                                  | 20 de novembro de 1961 (63 anos)  | 22 383 hectares (223,8 km2)          | Dados não disponíveis | Localizado no sul da Bahia, nele se localiza a elevação avistada pelos portugueses quando chegaram ao Brasil, o Monte Pascoal. Parte do parque se sobrepõe com território Pataxó. |
| Monte Roraima                  |        | Roraima · 5° 05′ 46″ N, 60° 36′ 56″ O                               | 28 de junho de 1989 (35 anos)     | 116 747,80 hectares (1 167,5 km2)    | Dados não disponíveis | Localizado na fronteira com a Venezuela e a Guiana, preserva parte da Amazônia no extremo norte do Brasil. O Monte Roraima é a maior atração turística ao parque. |
| Nascentes do Lago Jari         |        | Amazonas · 5° 47′ 13″ S, 62° 21′ 32″ O                              | 8 de maio de 2008 (16 anos)       | 812 745,18 hectares (8 127,5 km2)    | Dados não disponíveis | Parque relativamente isolado, e criado com intuito de impedir impactos negativos ao meio ambiente com a repavimentação da rodovia BR-319. |
| Nascentes do Rio Parnaíba      |        | Bahia · Maranhão · Piauí · Tocantins · 10° 02′ 02″ S, 45° 58′ 03″ O | 16 de julho de 2002 (22 anos)     | 724 324,61 hectares (7 243,2 km2)    | Dados não disponíveis | Unidade de conservação do Cerrado e Caatinga, teve seu limite ampliado recentemente, incorporando áreas de nascentes da bacia do rio Parnaíba. |
| Pacaás Novos                   |        | Rondônia · 11° 08′ 22″ S, 63° 20′ 35″ O                             | 21 de setembro de 1979 (45 anos)  | 708 664,30 hectares (7 086,6 km2)    | Dados não disponíveis | Criada para proteger poções da Amazônia em área de intensa pressão de desmatamento. Sofre com a retirada ilegal de madeira, assim como invasão para grilagem de terras. |
| Pantanal Matogrossense         |        | Mato Grosso · 17° 41′ 25″ S, 57° 28′ 36″ O                          | 24 de setembro de 1981 (43 anos)  | 135 606,47 hectares (1 356,1 km2)    | Dados não disponíveis | Único parque nacional do bioma do Pantanal, apresenta inúmeras espécies de grandes mamíferos típicos desse bioma, como o cervo-do-pantanal, a onça-pintada e o tamanduá-bandeira. |
| Pau Brasil                     |        | Bahia 16° 29′ 51″ S, 39° 16′ 52″ O                                  | 20 de abril de 1999 (25 anos)     | 19 027,22 hectares (190,3 km2)       | Dados não disponíveis | Um das unidades de conservação integrantes do mosaico de áreas protegidas do sul da Bahia, preservando importantes remanescentes da Mata Atlântica. Foi criado em meio às comemorações dos 500 anos do descobrimento do Brasil. |
| Pico da Neblina                |        | Amazonas · 0° 48′ 26″ N, 66° 00′ 15″ O                              | 5 de junho de 1979 (45 anos)      | 2 252 616,84 hectares (22 526,2 km2) | Dados não disponíveis | Localizado na fronteira com a Venezuela, nele se encontra o pico culminante do Brasil, o Pico da Neblina. |
| Restinga de Jurubatiba         |        | Rio de Janeiro · 22° 12′ 05″ S, 41° 29′ 33″ O                       | 29 de abril de 1998 (26 anos)     | 14 867,28 hectares (148,7 km2)       | Dados não disponíveis | Único parque nacional a proteger o ecossistema da restinga, possui 44 km de praias, com inúmeras lagoas costeiras e é habitat de espécies raras, incluindo espécies descritas recentemente. É o parque nacional com maior quantidade de pesquisas científicas em desenvolvimento. Nele se localiza parte do Canal Campos-Macaé, que foi construído com mão-de-obra escrava.                                                                                                 |
| Rio Novo                       |        | Pará 7° 58′ 21″ S, 56° 41′ 05″ O                                    | 13 de fevereiro de 2006 (19 anos) | 538 151,33 hectares (5 381,5 km2)    | Dados não disponíveis | Criado para conter o avanço do desmatamento no sul do Pará, o parque protege grandes porções de floresta. Situação fundiária regularizada. |
| Saint-Hilaire/Lange            |        | Paraná · 25° 40′ 41″ S, 48° 38′ 44″ O                               | 23 de novembro de 2001 (23 anos)  | 25 118,90 hectares (251,2 km2)       | Dados não disponíveis | Localizado no litoral paranaense, o parque preserva importantes trechos da Mata Atlântica na Serra do Mar, fazendo parte de uma rede de unidades de conservação com os maiores trechos desse bioma no Brasil. |
| São Joaquim                    |        | Santa Catarina · 28° 08′ 04″ S, 49° 28′ 47″ O                       | 6 de julho de 1961 (63 anos)      | 49 300 hectares (493,0 km2)          | 87 650                | Área que protege importantes remanescentes da Mata Atlântica catarinense, também possui espécies raras, como o papagaio-charão. Apresenta notável beleza cênica por conta de cânions e o relevo acidentado. |
| Sempre-vivas                   |        | Minas Gerais · 17° 49′ 29″ S, 43° 46′ 19″ O                         | 13 de dezembro de 2002 (22 anos)  | 124 154,47 hectares (1 241,5 km2)    | Dados não disponíveis | Preserva trechos consideráveis de Cerrado, apresentando uma série de atrativos ao turismo. Dado ser uma região altamente preservada, apresenta rica fauna e flora. Situação fundiária ainda não regularizada. |
| Serra da Bocaina               |        | São Paulo · Rio de Janeiro · 23° 02′ 30″ S, 44° 39′ 42″ O           | 8 de junho de 1972 (52 anos)      | 104 044,89 hectares (1 040,4 km2)    | 718 453               | Único parque nacional do estado de São Paulo, na divisa com Rio de Janeiro. Preserva importantes remanescentes da Mata Atlântica, e possui importantes pontos de visitação, principalmente na parte fluminense. |
| Serra da Bodoquena             |        | Mato Grosso do Sul · 21° 15′ 56″ S, 56° 42′ 10″ O                   | 21 de setembro de 2000 (24 anos)  | 77 021,58 hectares (770,2 km2)       | Dados não disponíveis | Apesar de conservar áreas de Cerrado, o parque é importante na conservação de ecossistemas associados da Mata Atlântica e Pantanal. A visitação não ocorre, mas em áreas vizinhas, principalmente em Bonito, ela é frequente. |
| Serra da Canastra              |        | Minas Gerais · 20° 20′ 58″ S, 46° 38′ 18″ O                         | 3 de abril de 1972 (52 anos)      | 197 809,78 hectares (1 978,1 km2)    | 124 613               | Maior unidade de conservação do Cerrado no sul de Minas Gerais, nele se localiza a nascente do rio São Francisco. Importante em vários estudos da fauna desse bioma, como do lobo-guará e o tamanduá-bandeira. |
| Serra da Capivara              |        | Piauí · 8° 25′ 00″ S, 42° 20′ 00″ O                                 | 5 de junho de 1979 (45 anos)      | 91 848,88 hectares (918,5 km2)       | 14 163                | Uma das maiores unidades de conservação da Caatinga, possui especial importância em estudos arqueológicos sobre a chegada do homem à América, e por conta disso, foi declarado como Patrimônio Cultural da Humanidade pela UNESCO. A partir de 2005 foi instituído um corredor ecológico para conectar os parques da Serra da Capivara e da Serra das Confusões. |
| Serra do Cipó                  |        | Minas Gerais · 19° 22′ 01″ S, 43° 32′ 17″ O                         | 30 de setembro de 1987 (37 anos)  | 31 639,18 hectares (316,4 km2)       | 14 728                | Localizado na Serra do Espinhaço, conserva trechos de Cerrado e Mata Atlântica próximos a Belo Horizonte, o que o torna bastante visado para o turismo. |
| Serra das Confusões            |        | Piauí · 9° 07′ 30″ S, 43° 48′ 11″ O                                 | 2 de outubro de 1998 (26 anos)    | 823 843,08 hectares (8 238,4 km2)    | Dados não disponíveis | Uma das maiores unidades de conservação da Caatinga, junto com o Parque Nacional da Serra da Capivara. |
| Serra da Cutia                 |        | Rondônia · 11° 42′ 42″ S, 64° 21′ 47″ O                             | 1 de agosto de 2001 (23 anos)     | 283 501,38 hectares (2 835,0 km2)    | Dados não disponíveis | Importante unidade de conservação da Amazônia em região com alta pressão de desmatamento. Turismo ainda pouco explorado. |
| Serra das Lontras              |        | Bahia 15° 09′ 47″ S, 39° 20′ 46″ O                                  | 11 de junho de 2010 (14 anos)     | 11 343,69 hectares (113,4 km2)       | Dados não disponíveis | Junto com a Reserva Biológica de Una, protege remanescentes de floresta do sul da Bahia, incluindo espécies raras de primatas, como o macaco-prego-do-peito-amarelo e o mico-leão-de-cara-dourada. |
| Serra da Mocidade              |        | Roraima · 1° 08′ 57″ N, 61° 53′ 15″ O                               | 29 de abril de 1998 (26 anos)     | 376 812,61 hectares (3 768,1 km2)    | Dados não disponíveis | Localizado na parte central de Roraima, o parque é vizinho ao território dos Ianomâmis. |
| Serra de Itabaiana             |        | Sergipe · 10° 43′ 46″ S, 37° 20′ 53″ O                              | 15 de junho de 2005 (19 anos)     | 7 998,99 hectares (80,0 km2)         | Dados não disponíveis | Esse parque nacional era uma estação ecológica com apenas 288,53 hectares (2,9 km2), que foi ampliada em 2005. O parque vem sofrendo problemas na sua efetivação. |
| Serra do Divisor               |        | Acre · 8° 02′ 39″ S, 73° 33′ 55″ O                                  | 16 de junho de 1989 (35 anos)     | 837 555,19 hectares (8 375,6 km2)    | Dados não disponíveis | Criado na década de 1980 e localizado na fronteira com o Peru, este parque nacional foi estabelecido em meio a pressão internacional para preservação da Amazônia. |
| Serra do Gandarela             |        | Minas Gerais · 20° 09′ 11″ S, 43° 36′ 43″ O                         | 13 de outubro de 2014 (10 anos)   | 31 270,83 hectares (312,7 km2)       | Dados não disponíveis | Localizado na região de Ouro Preto com o objetivo de proteger mananciais que abastecem Belo Horizonte. Existe polêmica entre ambientalistas e mineradores com relação à demarcação do parque. |
| Serra do Itajaí                |        | Santa Catarina · 27° 05′ 41″ S, 49° 11′ 06″ O                       | 20 de dezembro de 2006 (18 anos)  | 57 374,71 hectares (573,7 km2)       | 621                   | Protege a Mata Atlântica das escarpas de Santa Catarina, possuindo extremo valor na conservação da biodiversidade. Potencial turístico elevado, graças à beleza cênica. |
| Serra do Pardo                 |        | Pará 5° 28′ 49″ S, 52° 59′ 21″ O                                    | 17 de fevereiro de 2005 (20 anos) | 445 407,99 hectares (4 454,1 km2)    | Dados não disponíveis | Às margens do rio Pardo, protege parte da Amazônia. Algumas comunidades tradicionais ainda habitam a área do parque, mas atualmente ele se encontra com sua situação fundiária regularizada. |
| Serra do Teixeira              |        | Paraíba                                                             | 5 de junho de 2023                | 61 095 hectares (611,0 km2)          | Dados não disponíveis | Primeiro parque nacional da Paraíba. Abriga o Pico do Jabre, ponto mais alto do estado e de grande beleza cênica. Protege o bioma da Caatinga. |
| Serra dos Órgãos               |        | Rio de Janeiro · 22° 29′ 35″ S, 43° 04′ 24″ O                       | 30 de novembro de 1939 (85 anos)  | 20 020,54 hectares (200,2 km2)       | 108 827               | Um dos mais antigos parques nacionais brasileiros, apresenta notável beleza cênica por conta das escarpas da Serra dos Órgãos. A formação rochosa mais exuberante é o Dedo de Deus, considerada um marco na prática do montanhismo no Brasil. |
| Serra Geral                    |        | Rio Grande do Sul · Santa Catarina · 29° 08′ 02″ S, 49° 59′ 40″ O   | 20 de maio de 1992 (32 anos)      | 17 301,89 hectares (173,0 km2)       | 256 930               | O parque protege remanescentes de Mata Atlântica do sul do Brasil, sendo famoso pelos diversos cânions e escarpas que existem na área do parque, sendo o mais conhecido o Cânion Fortaleza. |
| Sete Cidades                   |        | Piauí · 4° 05′ 59″ S, 41° 42′ 50″ O                                 | 8 de junho de 1961 (63 anos)      | 6 303,64 hectares (63,0 km2)         | 29 002                | Apresenta formações rochosas peculiares, que são atração turística. Preserva parte do bioma da Caatinga. |
| Superagui                      |        | Paraná · 25° 19′ 53″ S, 48° 09′ 21″ O                               | 25 de abril de 1989 (35 anos)     | 33 860,36 hectares (338,6 km2)       | 2 086                 | Protegendo importantes remanescentes da Mata Atlântica do litoral paranaense, é lar do mico-leão-de-cara-preta, espécie endêmica da região. Existe conflito com ambientalistas por conta de ainda haver habitantes na área do parque. |
| Tijuca                         |        | Rio de Janeiro · 22° 57′ 47″ S, 43° 14′ 40″ O                       | 6 de julho de 1961 (63 anos)      | 3 958,47 hectares (39,6 km2)         | 1 739 666             | Localizado na cidade do Rio de Janeiro, é considerado uma das maiores florestas urbanas do mundo. Nele se localiza o Corcovado, que se tornou célebre por conta da estátua do Cristo Redentor. |
| Ubajara                        |        | Ceará · 3° 43′ 35″ S, 40° 55′ 07″ O                                 | 30 de abril de 1959 (65 anos)     | 6 271,23 hectares (62,7 km2)         | 109 118               | Importante unidade de conservação dos brejos de altitude do interior do Ceará, com espécies raras na região, como a onça-parda e o guariba-de-mãos-ruivas. Apresenta inúmeras escarpas e cavernas, conferindo beleza cênica ao parque. |
| Viruá                          |        | Roraima · 1° 30′ 36″ N, 60° 42′ 59″ O                               | 29 de abril de 1998 (26 anos)     | 241 948,07 hectares (2 419,5 km2)    | Dados não disponíveis | Localizado no centro de Roraima, às margens do rio Branco. Constitui um grande mosaico de campinaranas, alternando formações abertas e florestais, marcado por enorme heterogeneidade ambiental, resultando em uma elevada biodiversidade, e tem se tornado referência no estudo desse tipo de ecossistema na Amazônia. |